# Weston Bampfylde
Weston Bampfylde är en by i civil parish Sparkford, i enhetskommunen Somerset, i grevskapet Somerset, i England. Byn är belägen 10 km från Yeovil. Weston Bampfylde var en civil parish fram till 1933 när blev den en del av Sparkford. Civil parish hade 98 invånare år 1931. Byn nämndes i Domedagsboken (Domesday Book) år 1086, och kallades då Westone/Westona.